# Prometeizm (polityka)

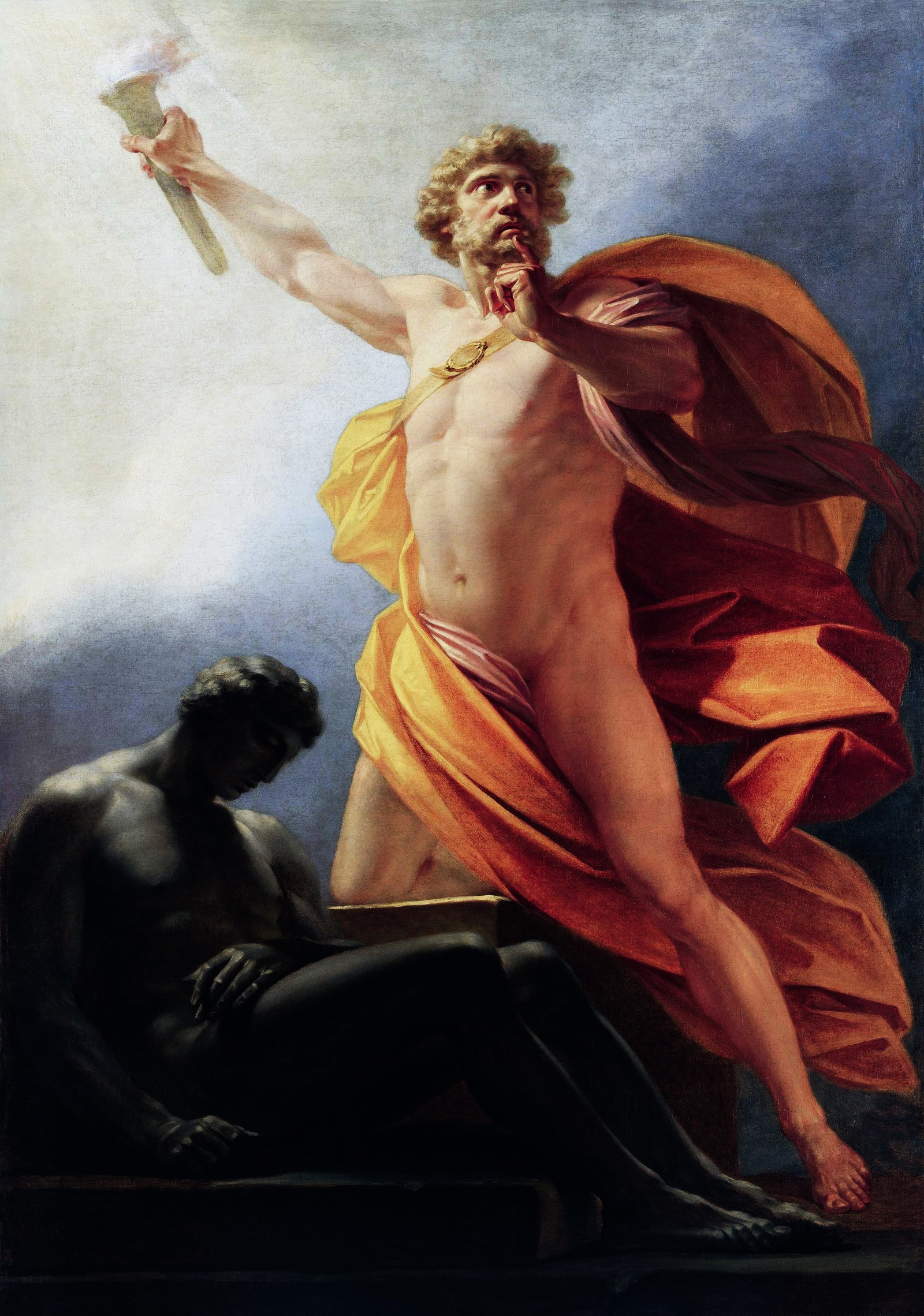
Prometeusz – według mitologii greckiej miał podarować ludzkości ogień umożliwiający jej przetrwanie i rozwój.

Prometeizm – ruch polityczny i intelektualny w Europie w okresie międzywojennym (1921−1939) skierowany politycznie przeciwko ZSRR, mający na celu doprowadzenie do przemian niepodległościowych wewnątrz tego państwa, dokonanych przez narody, którym w latach 1918–1921 narzucono siłą system radziecki i w efekcie do rozsadzenia ZSRR na niepodległe państwa narodowe. Ruch prometejski koordynował i wspierał materialnie w latach 1921–1939 działania niektórych rządów emigracyjnych i organizacji niepodległościowych narodów podbitych przez Rosję Sowiecką w latach 1918–1921.
Ruch prometejski powstał w znacznej mierze dzięki działaniom Rządu Ukraińskiej Republiki Ludowej na emigracji w Warszawie i Paryżu. Wspierały go emigracyjne rządy: gruziński (Paryż), azerski (Stambuł), kubański (Praga), doński (Praga), kaukaski (Stambuł), ormiański (Paryż), krymski, Idel-Uralu i turkiestański (Stambuł, Paryż, Warszawa).
Innymi ośrodkami ruchu prometejskiego były Teheran, Berlin, Helsinki i Harbin. Kontynuacją koncepcji prometejskiej był w dużym stopniu Antybolszewicki Blok Narodów.

## Działalność w Paryżu
W 1926 w Paryżu założono organizację „Prometeusz”, w skład której weszli z czasem przedstawiciele Azerbejdżanu, Kozaków Dońskich, Gruzji, Idel-Uralu, Ingrii, Karelii, Komi, Krymu, Kubania, Kaukazu Północnego, Turkiestanu i Ukrainy.
Oprócz „Prometeusza” działał tam Komitet Przyjaźni Narodów Kaukazu, Turkiestanu i Ukrainy, oraz stowarzyszenie „France-Orient”, założone przez Jana Karaszewicza-Tokarzewskiego.
Formą działalności ruchu prometejskiego były spotkania i wykłady, oraz działalność informacyjna. W Paryżu wydawano w języku francuskim dwa czasopisma: „Prométhée” (1926−1938) oraz „La Revue de Prométhée” (1938−1940). Członkowie ruchu prometejskiego pisali również artykuły do opiniotwórczych gazet. Ruch wysyłał również do Ligi Narodów oraz do poszczególnych rządów memoranda i memoriały.
Głównymi działaczami prometejskimi w Paryżu byli: Wjaczesław Prokopowycz, Ołeksandr Szulhyn, Jan Karaszewicz-Tokarzewski, M. Szumyćkyj, M. Kowalśkyj, I. Kosenko, R. Szulhyn, Noe Żordania, Nikola Czcheidze, Aleksandr Asatiani, Jewgienij Gegeczkori, Ali Mardan bej Topczybaszi, Mir Jakub Miechtiejew, Ali Akber bej Topczybaszi, Muhammad Said Szamil, Ibrahim Czulikow, Mustafa Czokaj.

## Działalność w Warszawie
Jedną z instytucji, które wspierały ten ruch i powstały w jego ramach i na jego potrzeby był między innymi: Instytut Wschodni w Warszawie. Ruch prometejski współpracował także z Instytutem Naukowo-Badawczym Europy Wschodniej w Wilnie, tam jednak współpraca ograniczała się do kształcenia oficerów Oddziału II w zamian za wsparcie finansowe Instytutu.
Głównymi działaczami prometejskimi w Warszawie byli Roman Smal-Stocki (wieloletni przewodniczący klubu „Prometeusz”), Wołodymyr Salski (przewodniczący sekcji ukraińskiej), P. Suliatyckyj, Pawło Szandruk, Wsewołod Zmijenko, Ł. Czykałenko, T. Ołesijuk, G. Kazbek, Giorgi Nakaszydze, Czchenkeli, Balo Bilatti (wieloletni przewodniczący klubu), K. Sonat, W. Głazkow, Michaił Frołow, I. Biłyj, Dżafar Sajdamet, M. S. Szamil, Muhammed Ayaz İshaki.
Od początku lat 30. XX wieku rozpoczął się zmierzch ruchu prometejskiego w Polsce. Złożyło się na to kilka przyczyn: podpisanie paktu o nieagresji z ZSRR (1932), śmierć kilku głównych działaczy (Noe Ramiszwili, Tadeusz Hołówko, Zaćwilichowski), śmierć w 1935 marszałka Józefa Piłsudskiego (bardzo popierającego koncepcję prometejską), ogólnoświatowy kryzys ekonomiczny, dojście do władzy w Niemczech Adolfa Hitlera, powstanie osi Berlin-Rzym-Tokio.

## Represje wobec ruchu prometejskiego po 1945
Po 1945 roku polscy prometeiści byli poddawani licznym represjom, a ich środowiska rozpracowywane przez Ministerstwo Bezpieczeństwa Publicznego i Główny Zarząd Informacji Wojska Polskiego. Informacje na temat ruchu prometejskiego od 1946 roku zbierał wywiad cywilny PRL i Oddział VII GZI. Efekty prac i informacje na temat ruchu prometejskiego od 1951 roku służby specjalne z Polski wysyłały do MGB ZSSR.
Od 1950 roku Departament III MBP prowadził rozpracowanie obiektowe działaczy prometejskich pochodzących z „Pozostałych Mniejszości Narodowościowych” (Gruzini, Azerowie, Górale Kaukascy...) pod kryptonimem „Wisła”. Od 1955 roku podobne działania pod kryptonimem „Fala-1” podjął Departament II Komitetu ds. Bezpieczeństwa Publicznego. Prace te nie przyniosły efektów, w 1965 roku sprawę przekazano do archiwum.